# Maju Makmur
Maju Makmur is een bestuurslaag in het regentschap Muko-Muko van de provincie Bengkulu, Indonesië. Maju Makmur telt 743 inwoners (volkstelling 2010).